# Барби представляет сказку «Дюймовочка»
«Барби: Дюймовочка» (также известный как «Барби представляет сказку: Дюймовочка») ― анимационный фэнтезийный фильм, снятый в 2009 году режиссером Конрадом Хелтеном. Он был выпущен 17 марта 2009 года. Это современный пересказ сказки Ханса Кристиана Андерсена «Дюймовочка» и последний фильм о Барби, который был распространен компанией Entertainment Rights за пределами Северной Америки до их закрытия и подписания Mattel нового контракта с Universal Pictures.

## Сюжет
Барби и ее воспитанники детского сада гуляют по большому лугу, готовясь посадить деревья. Эмма, одна из девочек, находит маленькое деревце и решает посадить его, но ее друзья смеются над ней из-за этого, и ей становится грустно. Однако Барби подбадривает ее, рассказывая, что маленькое деревце может вырасти в очень большое дерево, а затем рассказывает детям историю Дюймовочки.
Дюймовочка — одна из бескрылых фей Твиллерби, которые появляются из цветов и чья магия влияет на рост растений. Узнав, что некоторые бутоны растут и скоро распустятся, чтобы показать новых Твиллерби, Дюймовочка мастерит планеры с накладными крыльями для себя и своих подруг Джанессы и Криселлы, чтобы они могли наблюдать за цветами Твиллерби, пока малыши не появятся на свет.
Тракторы прибывают на поле и убирают часть клумбы, а трое друзей прячутся внутри. Растения, теперь уже в горшках, помещают в квартиру, принадлежащую родителям избалованной, богатой девушки по имени Макена; она держит цветы в своей спальне. Пока Дюймовочка, Хризелла и Джанесса ищут способ вернуться на свое поле, собака Макены Пуфлса бежит за ними, чтобы поймать их. Макена заходит в спальню, пока трио прячется. Макена разговаривает со своей подругой Вайолет по мобильному телефону о своих родителях, которые собираются построить фабрику на поле Твиллерби. Расстроенная Дюймовочка раскрывает себя и ругает Макену; удивленная Макена видит в владении Твиллерби способ превзойти Вайолет, с которой она всегда соревнуется.
Три Твиллерби безуспешно пытаются сбежать от Макены и Пуфлса. Наконец Дюймовочке удается отослать Криселлу и Джанессу домой, чтобы те помешали работе в поле, пока Дюймовочка разговаривает с Макеной. Дюймовочка берет с Макены обещание убедить ее родителей прекратить строительство фабрики и никому не рассказывать о ней. В ответ Дюймовочка соглашается создать для Макены специальные растения.
Макена, полная решимости покрасоваться перед своими друзьями, соглашается на сделку, но лишь вскользь рассказывает своим родителям о проекте фабрики. Она также нарушает свое обещание и приводит Вайолет и еще одну девочку по имени Эшлин, чтобы показать Дюймовочку и ее способности. Дюймовочка в гневе уходит, и Макена понимает, что две другие девочки не являются ее настоящими подругами. Соскучившись по компании Дюймовочки, Макена отправляется в поле и просит прощения. Дюймовочка рассказывает Макене об остальных Твиллерби и бутонах, и та решает спасти их.
В ту ночь Макена, Дюймовочка, Джанесса, Криселла, Пупсик и птичка Лола усердно трудились в теплице, выращивая растения. На следующий день Макена показывает родителям результат и просит их остановить строительство. Появляется Дюймовочка и рассказывает взрослым о бутонах, которые скоро распустятся. Эван и Ванесса, родители Макены, убеждены в этом и соглашаются помешать Майрону уничтожить поле.
Благодаря некоторым птицам и другим Твиллерби, работники Майрона обманулись, поверив, что на поле обитают привидения, и сбежали. Однако Майрон зол и полон решимости закончить свою работу, так как у него аллергия на цветы, и он хочет, чтобы они исчезли. В конце концов, прибывают Макена и Дюймовочка и останавливают Майрона на время, достаточное для того, чтобы Эван и Ванесса успели прибыть на поле и закрыть проект "Фабрика". Команда птиц прогоняет Майрона, а Макена и ее семья наблюдают, как распускаются бутоны. Чтобы помешать другим уничтожить поле, они превращают его в Заповедный парк.
Заканчивая рассказ, Барби рассказывает, что они находятся в Заповедном парке. Барби говорит, что даже самый маленький человек может многое изменить; Макена такая же маленькая по сравнению с другими взрослыми, как и дети. Барби машет Дюймовочке, Джанессе и Криселле, и они заставляют дерево Эммы расти.

## Дубляж
- Барби — Келли Шеридан
- Дюймовочка ― Анна Каммер
- Макена ― Келли Мецгер
- Криселла ― Табита Сен-Жермен
- Джанесса ― Кэти Уэслак
- Ванесса ― Кэтлин Барр
- Эван ― Питер Нью